# Каратепе
Каратепе (тур. Karatepe — буквально «чёрный холм») — бывшая позднехеттская крепость, в настоящее время — музей под открытым небом. Находится в провинции Османие на юге Турции, в Таврских горах, на правом берегу реки Джейхан, на расстоянии около 23 км от города Кадирли. Памятник входит в состав национального парка «Каратепе-Арсланташ». Здесь же находился античный город Киликия, контролировавший проход из восточной Анатолии на север Сирийской равнины.
Крепость в Каратепе стала важным позднехеттским центром после крушения Хеттской империи в конце 12 в. до н. э.. Руины города-крепости, который носил название Ацативадда, раскапываются с 1947 года; первыми раскопки провели Хельмут Боссерт, Халет Чамбел и Бахадыр Алкым. Среди обнаруженных здесь артефактов — многочисленные таблички с надписями, статуи, руины, двое монументальных ворот с рельефами на створках, изображающими охоту, войну, лодку с вёслами; к воротам примыкают столбы с изображениями львов и сфинксов.
Найденная в Каратепе двуязычная надпись 8 в. до н. э. на финикийском и лувийском языках, приводящая генеалогию царей Аданы от «дома Мопса», послужила лингвистам ключом к дешифровке лувийских иероглифов.